# Thorsten Engström
Thorsten Engström, född 22 juli 1901 i Hemse på Gotland, död 1941, var en svensk konstnär och författare.
Han var son till fanjunkaren Axel Edward Engström och Ebba Matilda Eugenia Löfgren.
Engström avlade studentexamen i Visby 1920 och jur.kand.-examen i Stockholm 1926 därefter arbetade han några år vid Stockholms rådhusrätt innan han övergick till konstnärlig verksamhet. Han studerade konst vid Valands målarskola i Göteborg och en kortare tid i Paris. Han bosatte sig i Visby där han förutom konsten skrev noveller och arbetade som illustratör för olika Stockholmstidningar. Tillsammans med några kamrater ställde han ut en gång i Göteborg och hans konst uppmärksammades först efter hans död. Alf Munthe anordnade 1943 en minnesutställning med hans konst på Konstakademien och Färg och Form visade delar av hans produktion 1946 även Malmö museum visade en minnesutställning 1948. Hans konst består av figurstudier och fysionomier från Paris  samt en stor mängd etsningar med Stockholmsmotiv. Han avled genom en olycka under militärtjänstgöring 1941.